# Braț spiral

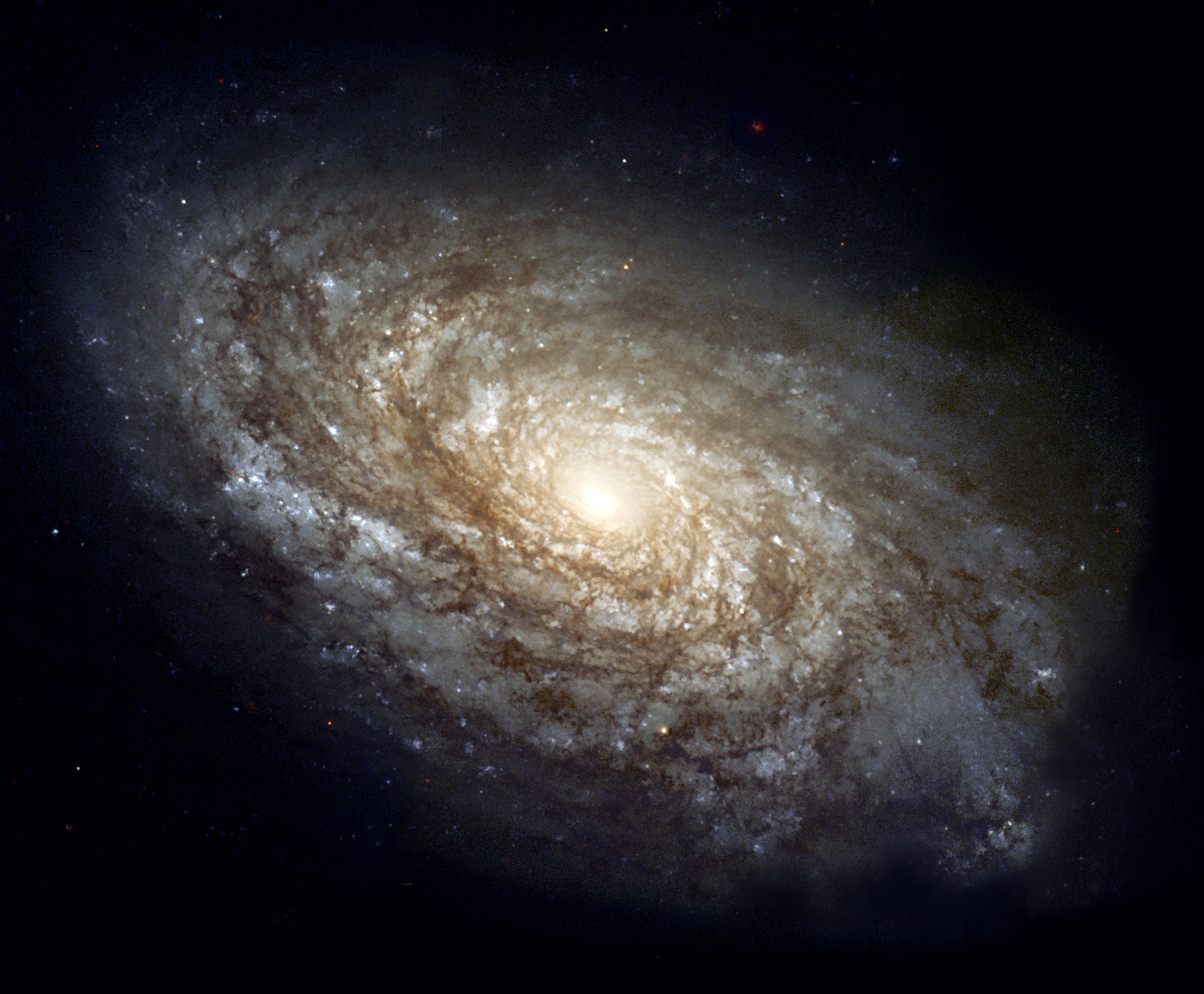
O galaxie spirală, NGC 4414, și brațele spirale ale sale, fotografiată de Telescopul Spațial Hubble, în 1995.

Brațele spirale sunt regiuni de formare ale stelelor care se întind din centrul spiralei și al barei a galaxiilor spirale.
Sunt regiuni lungi și subțiri care se aseamănă cu o spirală, ceea ce le-a dat numele galaxiilor spirale.
La început, existența acestor brațe spirale i-a lăsat perplecși pe oamenii de știință întrucât stelele care se găsesc la extremitatea galaxiei s-ar roti mai repede decât acelea care sunt situate în centru (dacă galaxia este în rotație). În realitate, brațele spirale nu sunt rezultatul mișcării unei galaxii, ci a unei unde de densitate care conduce la formarea stelelor. De aceea brațele apar mai strălucitoare pentru că aici se află stele tinere și nu pentru că galaxia sau stelele se mișcă încât să producă brațe.
În Calea Lactee există patru spirale majore, în principal Brațul Perseu, Brațul Scutul-Crucea, apoi Brațul Carena-Săgetător precum și Brațul Echerul, mai rarefiat. Brațul Orion, unde se află situate Sistemul Solar și, implicit, Soarele și Pământul, este un braț spiral minor al Căii Lactee.

## Structură
Brațele spirale pot consta din mai multe componente distincte:
- Disc plat, rotativ de stele și mediu interstelar
- Bulb stelar central a stelelor mai în vârstă, care seamănă cu o galaxie eliptică
- Distribuția în formă de bară a stelelor
- Gaură neagră supermasivă în centrul bulbului central